# Eric Angle
Eric Angle (Mount Lebanon, 8 augustus 1967) is een Amerikaans voormalig professioneel worstelaar die actief was bij World Wrestling Entertainment, van 2000 tot 2003.
Eric is de oudere broer van Kurt Angle, die ook professioneel worstelaar is.

## In het worstelen
- Finishers
  - Angle Slam – geadopteerd van zijn broer, Kurt Angle